# Bodywarmer

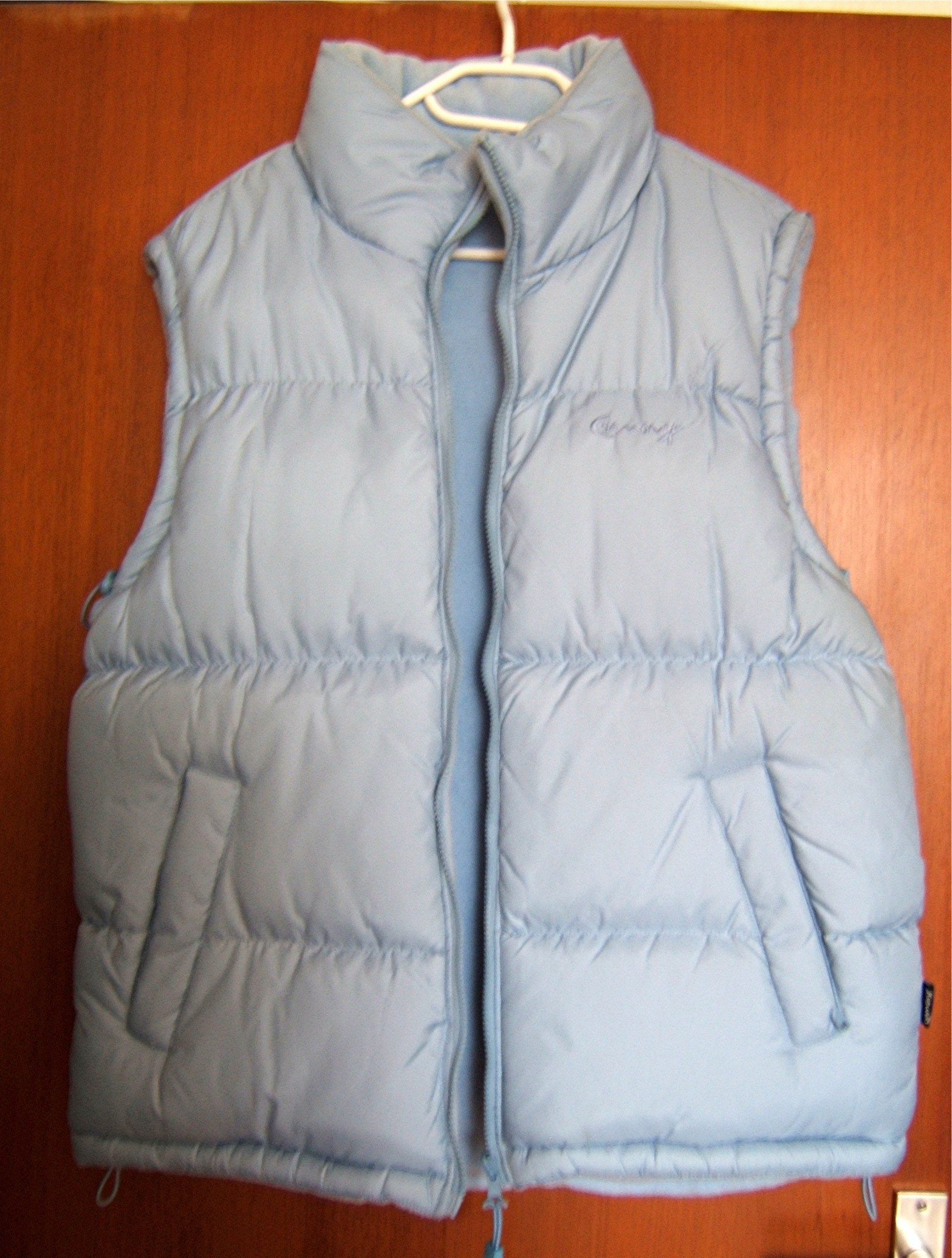
2-zijdig draagbare bodywarmer

Een bodywarmer is een mouwloos jack. Het beschermt de torso tegen de kou en wind.
Een bodywarmer is vaak van parachutestof gemaakt, maar in principe komen veel soorten stof in aanmerking, met als vulling dons of kunststof watten. De binnenkant kan gevoerd zijn met fleece, een extra zacht en isolerend materiaal.
Sommige modellen kunnen niet alleen worden gedragen als buitenste laag, maar kunnen ook worden gedragen onder een jas of trenchcoat om warm te blijven.
Hoewel de bodywarmer zich kenmerkt doordat deze geen mouwen heeft, bestaan er ook donsjassen waarvan de mouwen met een rits eenvoudig kunnen worden verwijderd en weer worden aangezet.